# レンタル×ファミリー
『レンタル×ファミリー』（レンタルファミリー）は、2022年に制作され、2023年に公開された阪本武仁監督の日本映画。
主演の家族をレンタルする会社の代表として塩谷瞬が主演した。

## 出演者
- 三上健太：塩谷瞬
- 河合朋子：川上なな実
- 佐々木菜々子：白石優愛
- 堀内雅美：川面千晶
- 埜本幸良
- 岡村桃：鈴木ふみ奈
- 松永将司：亀島一徳
- 内山由香莉
- みょんふぁ
- 河合さくら（9歳）：しおん
- 河合さくら（5歳）：丸崎琴
- 鈴木達也
- 喜原島正喜
- 安田成穂
- 古川奈苗
- 中野慧治
- 根岸花
- 仗桐安
- 入月みき
- 真野未華
- 水原睦実
- 松本深優
- 山本義幸：石井裕一
- 前田隆之：野見隆明
- 浅田浩二：でんでん

## スタッフ
- 監督：阪本武仁
- 原作：石井裕一
- 脚本：阪本武仁、土屋和彦、宮沢厚希、ナカムラユーキ
- プロデューサー：南陽、小林加奈
- 共同プロデューサー：和田裕之
- 撮影：飯田佳之、戚世、中村祐樹
- 照明：田中充、戚世
- 録音：古茂田耕吉、高橋基史、喜友名且志
- 衣装：星野和美
- メイク：服部奈穂子、長渕文恵
- カラリスト：ウォン・オンリン
- 編集：磯部鉄平、阪本武仁
- 音楽：原夕輝
- 助監督：高橋基史、二宮崇
- 制作担当：赤間俊秀、真栄城雄
- 制作主任：渡邊翔太
- スチール：清水貴志

## 制作
家族レンタルサービスを展開する株式会社ファミリーロマンスの代表・石井裕一の著書『人間レンタル屋』を原案に3つのエピソードから実写化。
3つのエピソードは、3回の撮影時期に分けて撮影され、1回目は2021年2月に制作発表がされ、
2022年4月に第2弾の撮影が発表され、
2022年5月に第3弾の撮影が発表された。
事務所は、実際の原作者の石井裕一の事務所で撮影されている。